# Chiquinho Escórcio
Francisco Luiz Escórcio Lima, mais conhecido como Chiquinho Escórcio (São Luís, 18 de julho de 1949) é um advogado e político brasileiro. Foi suplente de senador (1995–2003), senador (1996) e deputado federal (2011–2015).